# Beckmesser

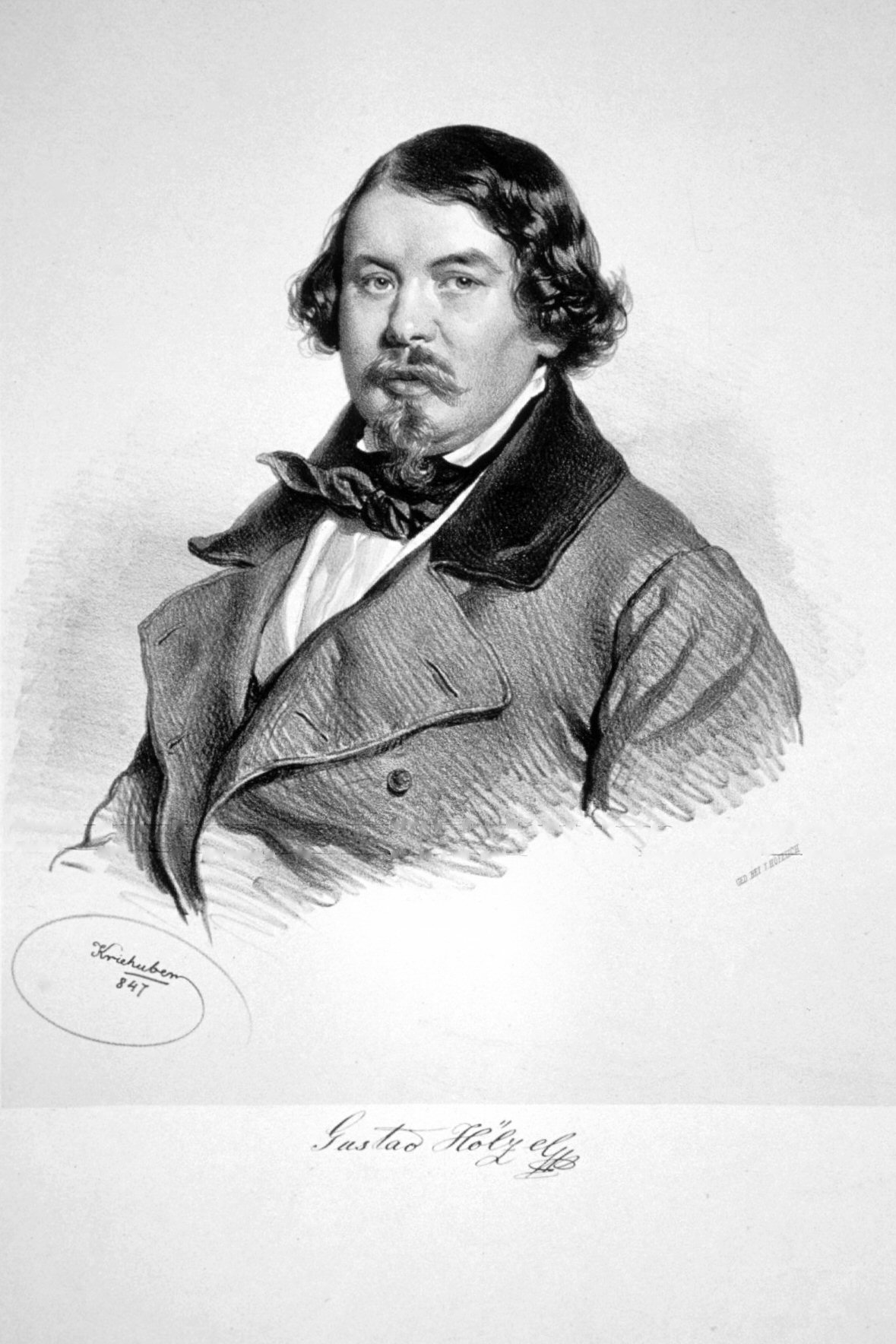
Bassångaren Gustav Hölzel, som sjöng rollen som Beckmesser vid premiären 1868

Sixtus Beckmesser är den centrala, komiska figuren i operan Mästersångarna i Nürnberg av den tyske kompositören Richard Wagner. Den skrevs 1861-1867 till hans eget libretto och anses vara en av höjdpunkterna bland hans verk och den enda komiska handlingen i hans operaarv. Premiären ägde rum i München den 21 juni 1868. Rollen som Beckmesser framfördes av Gustav Hölzel. Verket mottogs med stor framgång, men kritik hördes från lägret av Weimarskolans motståndare (Brahmsanhängare). Enligt handlingen är Beckmesser en stadstjänsteman, en mästersångare, en åldrande femtioårig ungkarl som planerar att gifta sig med stadens första skönhet Eva. Hon är emellertid förälskad i en ung riddare som försöker gå med mästersångarna, men Beckmesser är extremt kräsen med sin sång och sviker utmanaren. I sångtävlingen uppträder Beckmesser extremt misslyckat och springer bort från publiken, och de älskande återförenas lyckligt.
Det antas att bilden av karaktären går tillbaka till en verklig historisk person - Sixtus Beckmesser, som kan ha bott i Nürnberg på 1600-talet. Enligt en populär synpunkt gav Wagner karaktären några av dragen hos sin motståndare i konsten, den wienske kritikern Eduard Hanslick. Enligt vissa antaganden är Beckmesser ett av exemplen på Wagners antisemitiska satir. I den tyska kulturen blev namnet på den obegåvade och avundsjuka intrigmakaren ett känt namn och började betyda kälkborgare, småaktig kritik, härledda ord härstammade från honom. Eftersom Beckmesser saknar kreativitet och imitativ, innehåller hans roll musikaliska teman från andra karaktärer. Hans personliga ledmotiv är groteskt, rytmiskt "lamt". För Beckmessers serenad, hans mest kända nummer, skapades en speciell harpa enligt Wagners instruktioner, som imiterade ljudet av en luta.

## Historia

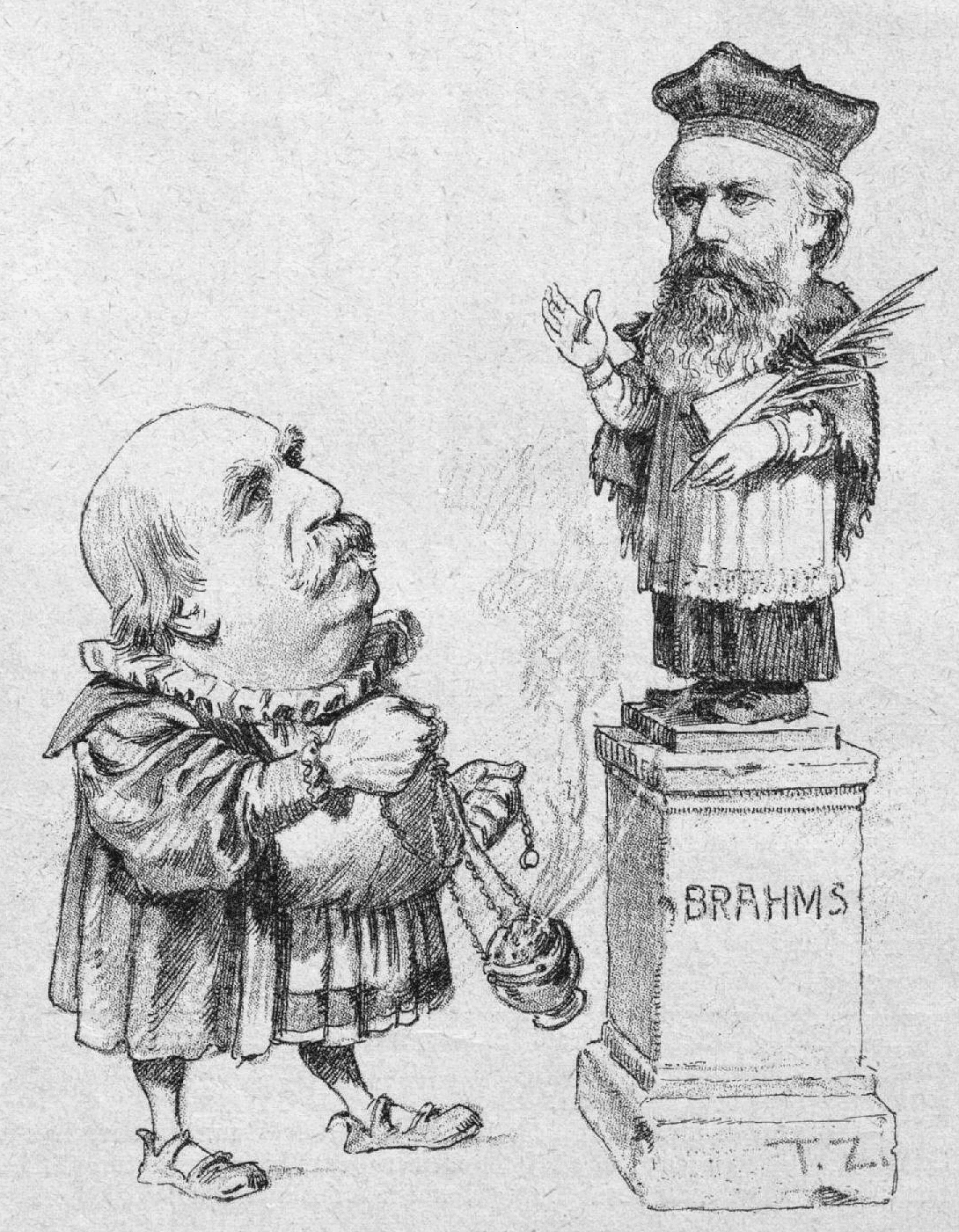
En karikatyr av Eduard Hanslick som tillber Johannes Brahms. De föråldrade kläderna anspelar på kritikerns konservativa musikaliska åsikter, och kan också vara en referens till Beckmessers image.

När Richard Wagner skapade operan använde han sig av flera källor. Han fick information om de medeltida mästersångarna från Nürnbergkrönikan från 1697. Med utgångspunkt i den hade E.T.A. Hoffmann tidigare skrivit novellen Mäster Martin Tunnbindare och hans gesäller ur samlingen Bröderna Serapion (1819-1821). Vissa ögonblick ur den påverkade librettots innehåll. Kompositören använde sig också av verk och biografier av poeten och skomakaren Hans Sachs. Före Wagner fördes han till operascenen av Albert Lortzing i Hans Sachs (1840). Inflytandet från självbiografiska motiv noteras också i litteraturen, eftersom Wagner, liksom Stolzing, förebråddes av kritiker som inte accepterade hans innovativa verk. Handlingen är baserad på historien om Hans Sachs, som förälskar sig i den unga dottern till en guldsmed. I Mästersångarturneringen lyckas han besegra en komisk och motbjudande motståndare som också försöker gifta sig med en flicka. Detta antagande är baserat på hans omnämnande i en dikt från 1527 av Hans Sachs. Ett av Wagners mål var att visa på konfrontationen mellan förkroppsligandet av en sund folklig kreativ anda (skomakaren, den begåvade mästersångaren Hans Sachs är en historisk figur) och de sterila, pedantiska, konservativa kretsarna i samhället. Personifikationen av detta var Sixtus Beckmesser. Han fungerar också som domare vid Mästersångarnas musiktävlingar.
Under en tid ville Wagner ge karaktären en mer explicit referens till Wienkritikern Eduard Hanslick och kallade honom "Hans Lick" och "Veit Hanslich". Hansliks anhängare och han själv förstod vinken när de för första gången läste utdrag ur operan, som ägde rum 1862 i Wien. Detta fall är känt från Wagners memoarer "Mitt liv". Han läste operan i familjen Standgartner, där Hanslick deltog. När han bekantade sig med det nya verket, blev gästen mer och mer dyster, och efter läsningens slut gick han genast sin väg. Kompositören kommenterade detta beteende på följande sätt: "Mina vänner kom enhälligt till slutsatsen att Hanslick i denna dikt såg en smälek riktad mot honom och tog inbjudan att läsa den som en förolämpning mot sig själv. Och från och med den kvällen förändrades recensentens inställning till mig dramatiskt och började ta sig uttryck i ökad fiendskap, vars konsekvenser inte lät vänta på sig." Det finns en synpunkt att Beckmesser är ett av exemplen på Wagners antisemitiska attack. Vissa forskare, i Theodor Adornos efterföljd, har påpekat att Wagner gav Beckmesser dragen av en rik jude från bröderna Grimms saga Juden i törnbusken (1815). Kompositörens mest kända text mot de judiska musikernas "dominans" i den tyska kulturen är "Judendomen i musiken" (först publicerad 1850). Enligt efterordet till 1869 års upplaga var det Hanslick som stod i spetsen för den "judiska konspirationen". Denna uppfattning motsägs av det faktum att de första skisserna av karaktären är från 1845, och vid den tiden var Hanslick ännu inte känd som musikkritiker. I litteraturen finns det en utbredd uppfattning att Beckmesser symboliserar allt "som Wagner hatade mer än något annat i världen, som han själv led av - förlorarna i konsten, som blev fruktlösa, konservativa kritiker som dolde sin brist på talang med pedanteri". 

## Egenskaper

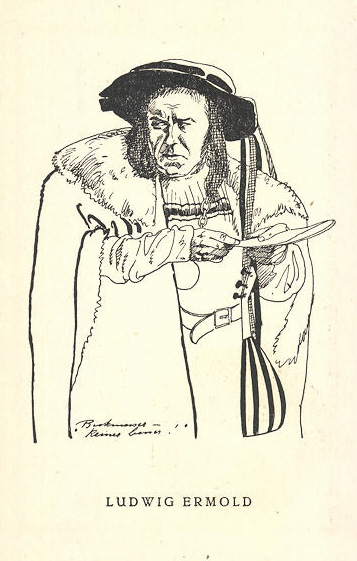
Bassångaren Ludwig Ermold som Beckmesser, 1919

Mästersångarna är en komisk parallell till Wagners tidigare opera Tannhäuser, där Minnesångarriddarna tävlade om kärleken till en vacker kvinna. Författaren talade om detta på följande sätt: "Jag framställde Hans Sachs som den siste representanten för folkets skapande anda, och i denna helgelse jämförde jag honom med kälkborgerligheten hos Mästersångarna, vars komiska, tabulatorisk-poetiska pedanteri jag gav ett rent individuellt uttryck i gestalten av 'tapparen'". Wagner hade närmat sig idén om en komisk opera redan 1845, men avslutade den under andra hälften av 1860-talet. I den slutliga versionen utökades dess innehåll avsevärt. Kritiken mot Mästersångarna mildrades betydligt. Författaren själv kallade sitt verk för en komisk opera och satir. Enligt musikvetaren Nina Vieru går han aldrig överbord med karikatyrer, och till och med Beckmesser visade sig vara "rolig och rolig, och inte bara en negativ karaktär". Tonsättaren visar dock fortfarande sin "vrede och avund, dold under sken av godmodigt kamratskap".
Förutom paret Sachs-Beckmesser kontrasterar operan också den siste och unge riddaren Walther von Stolzing, som inte känner till grunderna i mästersångarnas teknik och traditioner, utan framför sin kärlekssång (D-dur) med inspiration och uppriktighet. Detta kan dock inte uppskattas av den småaktige Beckmessern, som prickade hela brädet med påpekanden om sångarens misstag. Han avslöjade att han hade många tabulaturbrott: "ingen paus... det finns ingen början och det finns inget slut... melodin har försvunnit." Julius Engel har föreslagit att dessa ord är symboliska och sammanfattar Wagners kritikers åsikter som har uttalat sig på ett liknande sätt. Situationen kompliceras av det faktum att alla tre karaktärerna är förälskade i den vackra och rika bruden Eva Pogner. Bilden av Sachs förkroppsligar konstens förnyelse, det nyas, progressivas förmåga att föryngra det traditionella. Han lär Walter skicklighet, hjälper honom att vinna och försöker på alla möjliga sätt neutralisera Beckmesser, som blint följer reglernas bokstav och är oförmögen till sina egna konstnärliga prestationer. Beckmesser försöker behålla melodin han hittat oförändrad, och försöker sedan förgäves inkludera texten som stulits från hans rival Walter. Mot bakgrund av en kärleksintrig visar Wagner konfrontationen mellan karaktärer som uttrycker sina konstnärliga värden.
Det finns vissa likheter mellan Beckmesser och Shakespeares Malvolio (komedin Trettondagsafton), som var Olivias manager och löjligt nog försökte uppvakta henne. I den tyska kulturen har namnet på den obegåvade och avundsjuka intrigmakaren blivit ett känt namn. Det kom att betyda kälkborgerlig, instängd kritik. I källorna beskrivs "bekmessirism" som trångsynt, dum formalism, efterblivenhet, kritik, småaktighet. Skrivarens mest kända nummer är den melodiskt torftiga serenaden (G-dur är i allmänhet den dominerande tonarten i andra akten), som blev orsaken till ett gatuslagsmål. Det är ett levande exempel på sångformens övergång till ensembleformen (handlingens orkester- och körfinal). Serenaden kommer att framföras till ackompanjemang av en luta, som motsvarar de historiska realiteterna i handlingen. Eftersom detta instrument redan på 1800-talet hade försvunnit från scenen, bestämde sig Wagner för att använda en harpa med en speciell design, som skapades enligt hans instruktioner. Instrumentet är en liten ramharpa med stålsträngar, monterad på en piedestal. Eftersom den så kallade "Beckmesser-Harfe"-harpan ackompanjeras stående, ser musikern vad som händer på scenen och anpassar sig på så sätt till karaktärens rörelser och hans "spel" på lutan. För närvarande tillverkas "Beckmesser-harpan" endast av det tyska företaget Horngacher. I modern praxis uppnås luteffekten utan användning av ett speciellt instrument genom att ändra ljudet på orkesterharpan (till exempel genom att placera papper mellan strängarna).

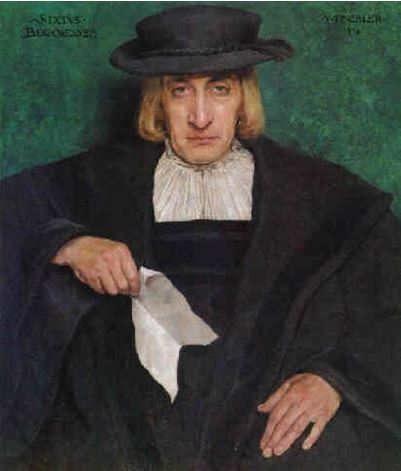
Victor Tishlers porträtt av Beckmesser, 1914

Eftersom Beckmesser är obegåvad och inte originell i kreativ mening, är hans roll full av musikaliska teman lånade från andra karaktärer (ledmotiv av Walter, Mästersångarna). "En obetydlig person, en avundsjuk person, han reflekterar andra karaktärers anletsdrag som i en förvrängd spegel, vilket ibland gör dem mer levande än originalet. Beckmessers musikaliska karakterisering är individuellt uttrycksfull just på grund av parodins skärpning av andra människors teman" (Nina Vieru). Hans personliga ledmotiv är groteskt, rytmiskt "haltande". Tävlingssången (e-moll) ligger nära serenaden i intonation och form, men sammanfaller inte med den. Tydligen tjänar användningen av anteckningar med högt register i den del av kanslisten ett karikatyrsyfte. Wagner använde denna teknik för att karakterisera negativa karaktärer som sjunger i en baryton eller basbaryton (Alberich, Klingsor, Hagen). Till exempel, i tredje akten håller Beckmesser en hög "tenor" A1 för fyra takter. Sådana lärobokspositiva hjältar från Wagners teater som Siegfried och Parsifal träffar mycket sällan sådana höga toner, och Siegmund bara en gång. Musikforskaren Mark Weiner drog slutsatsen att detta tillvägagångssätt drevs av "en främlingsfientlig och antisemitisk ikonografi av den mänskliga rösten". I denna förklaring kontrasteras de heroiska (wagnerianska) tenorernas röster mot de nasala ljuden från ynkliga semitiska hjältar. Bilden reviderades upprepade gånger i olika tolkningar, inklusive trevligare drag. I stället för sångaren var det ibland en dramatisk skådespelare som var inblandad. Detta synsätt hade man redan tagit fasta på i Bayreuths uppsättning från 1888, där den komiska sidan förkortades och kontoristens roll fick en allvarlig ton.
Vladimir Stasov jämförde "den dumme och tunge narren Beckmesser, en pedant av den gamla skolan" med föråldrade musiker. År 1906 framhöll Nikolaj Rimskij-Korsakov i ett brev till Stasiov Beckmessers "löjliga serenad". Samtidigt knackar Sachs med en hammare och stör sången på alla möjliga sätt. Scenen som följde (de vakna grannarnas missnöje, handgemänget, tumultet, nattvaktens utgång) är ojämförlig. Den unge Sergej Prokofjev noterade i sin dagbok 1912 att operans brister var "grova och tunga" och att "Beckmessers roll kunde ha skrivits, så att säga, uppriktig och subtil". Musik är dock briljant och efter den vill du inte skapa något eget.

## Nya ord
Namnet Beckmesser gav upphov till det tyska substantivet "Beckmessererei" (1920-talet), verbet "beckmessern" (mitten av 1900-talet) och adjektivet "beckmesserisch". Än i dag fungerar termen som en pedagogisk eufemism för flitig och trångsynt tro på regler.

### Beckmesserharpa
Under sitt nattliga framträdande framför Pogners hus i andra akten ackompanjerar Beckmesser sin mästersång för Eva på en luta. Sångaren spelar de knäppta luttonerna på scenen på ett stumt instrument och ackompanjeras av en harpa i orkesterdiket. Wagner föreställde sig ett instrument vars klang var så nära lutans klang som möjligt, och som hade en liten harpa med stålsträngar som var gjord för den. Denna "Beckmesserharpa", som endast erbjuds av en tillverkare från Tyskland, används fortfarande av vissa operahus idag. Om en sådan harpa inte finns tillgänglig används en manipulerad harpa, vars strängar är dämpade med pappersremsor.
Giacomo Puccini använde en liknande effekt i operan La fanciulla del West: med en harpa "med papper mellan strängarna" för att imitera en banjo.